# Rivestimento per immersione

Schema del processo di rivestimento per immersione.

Il rivestimento per immersione (dip coating in inglese) è un processo utilizzato per deporre film sottili su un substrato solido tramite immersione di tale substrato in una vasca contenente il materiale da deporre in soluzione, a cui fa seguito la successiva rimozione e asciugatura. Il pezzo rivestito può essere essiccato tramite essiccazione forzata o cottura. Assieme con il rivestimento per rotazione rappresenta uno dei metodi più comunemente utilizzati per deporre film sottili.
Lo spessore h del deposito ottenuto è calcolabile dall'equazione di Landau e Levich, valida per un fluido newtoniano:
{\displaystyle h={\frac {0,94(\eta v)^{2/3}}{\gamma ^{1/6}(\rho g)^{1/2}}}}
dove {\displaystyle \eta } è la viscosità del liquido, v la velocità di estrazione, {\displaystyle \gamma } la tensione superficiale liquido-vapore, {\displaystyle \rho } la densità del liquido e g l'accelerazione di gravità.

## Fasi del processo
Il processo del dip coating può essere generalmente schematizzato in tre fasi essenziali:
- Immersione: il substrato viene immerso nella soluzione contenente il materiale da depositare a velocità costante ed evitando brusche agitazioni.
- Permanenza a contatto della soluzione: il substrato resta fermo e completamente immerso per permettere il deposito del materiale di rivestimento.
- Estrazione: il substrato viene estratto dalla soluzione, sempre con velocità costante ed evitando brusche agitazioni. Più velocemente avviene l'estrazione, maggiore sarà lo spessore del deposito finale ottenuto.